# Успенское (Рязанская область)
Успенское — село в Скопинском районе Рязанской области, административный центр Успенского сельского поселения.

## География
Село на севере примыкает к райцентру городу Скопин.

## История
Населённый пункт образован перед Великой Отечественной войной как посёлок плодоовощного совхоза им. Буденного в составе Вороновского сельсовета Скопинского района. С 1957 года — в составе Лопатинского сельсовета, с 2005 года — центр Успенского сельского поселения.

## Население
| 2010 |
| ---- |
| 1126 |

## Инфраструктура
В селе имеются детский сад, фельдшерско-акушерский пункт.

## Достопримечательности
В селе расположена действующая церковь Успения Пресвятой Богородицы. Решение об организации Прихода Успенской церкви по благословению Митрополита Рязанского и Касимовского Симона было принято 31 мая 2001 года. Регистрация прихода совершилась 13 июня 2001 года. В 2002 году была совершена закладка камня в начало строительства новой церкви в честь Успения Пресвятой Богородицы. В 2004 году завершилось строительство, и 4 сентября Архиепископом Рязанским и Касимовским Павлом совершилось великое освящение храма.